# Combat au large de la Somalie le 18 mars 2006
Anarchie somalienne - opération Enduring Freedom
Le combat au large de la Somalie le 18 mars 2006 est une escarmouche navale livrée au large des côtes somaliennes entre l'US Navy et des pirates somaliens.

## Contexte
Pays en complète anomie depuis le début de la guerre civile, la Somalie est la proie des armées privées et des chefs de guerre. Les côtes sont sillonnées par des embarcations pirates qui attaquent les navires de commerce naviguant dans ces eaux qui sont un passage obligé pour accéder au canal de Suez, ou qui approvisionnent la Somalie en marchandises commerciales ou humanitaires. La communauté internationale s'est mobilisée pour lutter contre ce fléau et les tensions entre pirates et marines de guerre occidentales sont fréquentes.

## Déroulement
Dans la nuit du 18 mars, le croiseur USS Cape St. George (en) (classe Ticonderoga) et le destroyer USS Gonzalez (classe Arleigh Burke), appartenant à la Combined Task Force 150 et intervenant dans le cadre de l'opération Enduring Freedom liée à la guerre contre le terrorisme, poursuivent pendant 3 heures des embarcations somaliennes, un boutre et 2 petits bateaux de pêche, qu'ils soupçonnent être manœuvrées par des équipages pirates. À 5 heures du matin, ayant rejoint les navires suspects à 25 milles des côtes somaliennes, dans les eaux internationales, les bâtiments américains s'apprêtent à les inspecter et à cette fin l'USS Gonzalez met à l'eau un canot avec des marins armés à bord. Nullement impressionnés par la puissance des bâtiments de guerre (226 missiles et 36 canons de tous calibres), les Somaliens brandissent un RPG-7 (lance-roquettes russe) et des armes légères et ouvrent le feu. Les Américains répliquent et dans la lutte inégale qui s'ensuit, un navire somalien est coulé, les autres capturés. Un pirate est tué dans l'accrochage, douze sont capturés dont cinq sont blessés tandis qu'un stock d'armes est saisi.
Ce jour-là, les pirates subissent un dur revers; cela ne suffit cependant pas à les décourager et leurs déprédations continuent (le 4 avril par exemple, le chalutier coréen Dong Won tombe entre leurs mains devant les destroyers américain USS Roosevelt et néerlandais De Zeven Provincien totalement impuissants), faisant de cette zone géographique l'une des plus dangereuses au monde pour les flottes de commerce.
Cette action est le premier combat naval livré par la Marine américaine au XXIe siècle[réf. nécessaire].

## Sources
- Revue Navires et Histoire, no 36, juin-juillet 2006.
- Jean-Christophe Brisard, « Le grand retour des pirates », National Geographic France, août 2006.